# 魯格胡貝爾山
46°50′46.4″N 8°27′45.1″E / 46.846222°N 8.462528°E

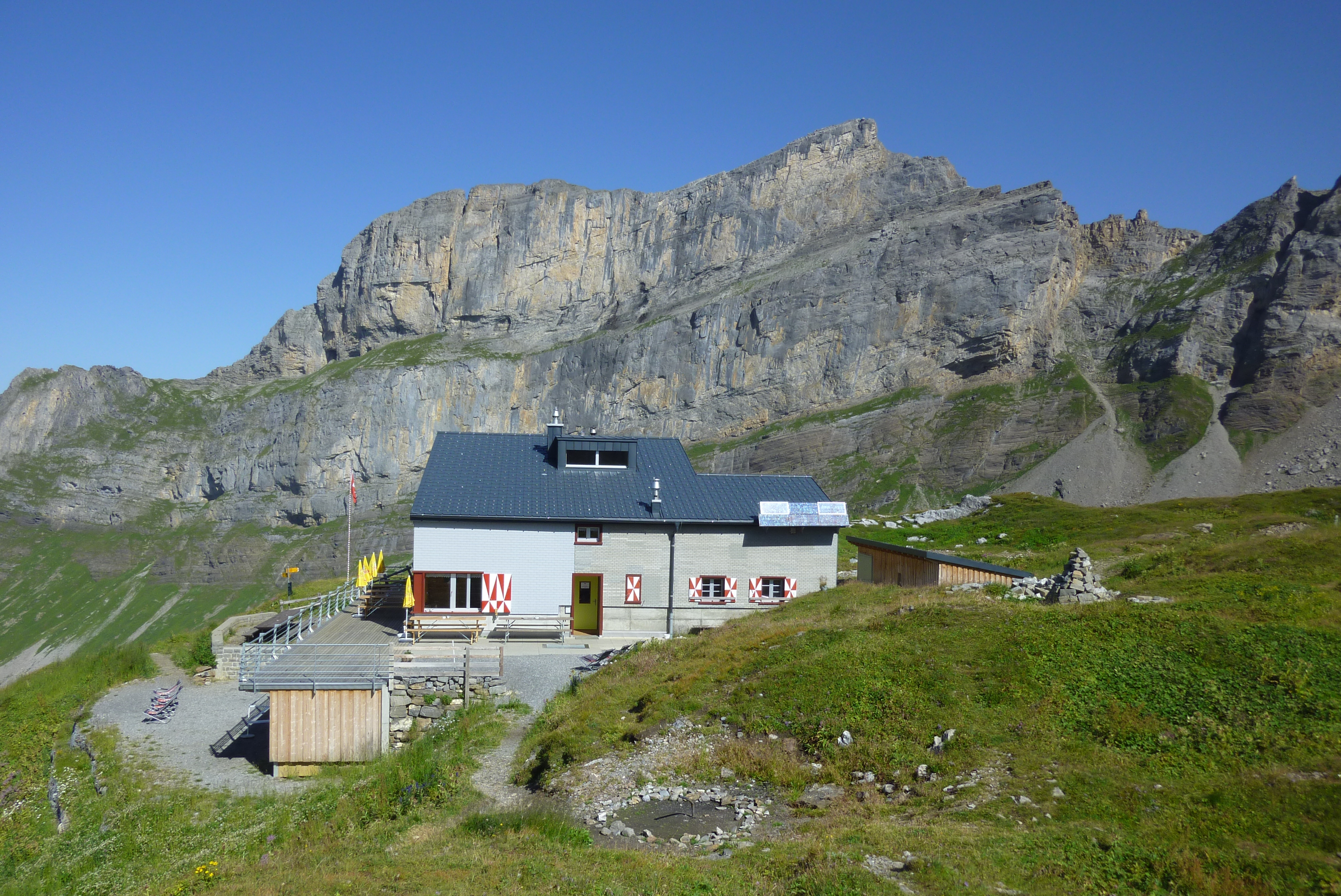

魯格胡貝爾山（德語：Rugghubel），是瑞士的山峰，位於該國中部，由上瓦爾登州負責管轄，屬於烏里山的一部分，處於恩格爾貝格東北面，海拔高度2,296米。